# سيمون نجاباندوتنبو
سيمون نجاباندوتنبو (مواليد 12 أبريل 2003) هو لاعب كرة قدم كاميروني يلعب في مركز حارس المرمى في نادي أولمبيك مارسيليا.

## وصلات خارجية
- سيمون نجاباندوتنبو على موقع الاتحاد الأوربي (الإنجليزية)
- سيمون نجاباندوتنبو على موقع قاعدة بيانات كرة القدم.إي يو (الإنجليزية)
- سيمون نجاباندوتنبو على موقع ليكيب (الفرنسية)
- سيمون نجاباندوتنبو على موقع Soccerway.com (الإنجليزية)
- سيمون نجاباندوتنبو على موقع عالم كرة القدم.نت (الإنجليزية)